# Раумизъм
Рауми́зъм (на есперанто: Raŭmismo, от името на град Раума) е идеология, критикуваща целите на традиционното есперантистко движение и определяща есперантистите като „самостоятелно избрано диаспорно езиково малцинство“. Раумизмът прилага към езика нови лингвистични принципи, според които есперанто е не само средство за комуникация, но и средство за идентифициране на носителите му.

## Манифест от Раума
Раумизмът се основава на Манифеста от Раума от 1980 г., приет на XXXVI международен есперантски младежки конгрес в едноименния финландски град.
Манифестът се състои от пет раздела:
1. Криза на идентичността: констатация за необходимостта да се мотивира принадлежността на есперанто към нещо конкретно.

2. Критика на старите цели: идея за предоставяне на официален статут на есперанто и идея за противопоставяне на английския език.

3. Цели: Основната цел е разпространението на есперанто, постепенно реализирайки положителните му ценности:
- Пропедевтичната стойност на есперанто;
- Контактите между обикновените хора;
- Недискриминационни контакти;
- Международна култура от нов тип.

4. Конгресите като път към растеж: увеличаване на броя на есперантските срещи и засилване на използването на есперанто като работен език на специални международни конференции.

5. Заключителна част за вярата в новото бъдеще на есперанто.

## Esperanta Civito
През август 1998 г. се сформира Esperanta Civito (в превод: „Есперантска политика“), която се определя като „последователно реализиране на раумизма“. Esperanta Civito се стреми да бъде предмет на международното право, като има някои атрибути на държавност като конституция, партии, парламент.

## Критика
Раумизмът, както и политиката, не са официално признати от повечето есперантисти.